# بريد بن عبد الله بن أبي بردة
بريد بن عبد الله بن أبي بردة، أبو بردة الأشعري، الكوفي، من رواة الحديث وهو ثقة، وهو من جلة الكوفيين وكان يهم في الشئ أو يخطأ قليلا، ولم ينكر عليه سوى حديث واحد رواة عنه أبو كريب وتفرد به قال ابن عدي: روى عنه الائمة، لم أر فيه حديثاً أنكره سوى حديث: إذا أراد الله بأمة خيراً قبض نبيها"، ولم يرو عنه أحد أكثر من أبي أسامة، وأحاديثه عنه مستقيمة، وهو صدوق، وأرجو ألا يكون به بأس، وبالجملة هو صدوق احتجا به في "الصحيحين" وله عدة أحاديث في الصحاح، توفي سنة نيف وأربعين ومائة.

## روايته للحديث النبوي
- حدث عن: جده أبو بردة بن أبي موسى وعن الحسن وعطاء بن أبي رباح.
- وعنه : السفيانان وابن المبارك وأبو معاوية وحفص بن غياث وأبو نعيم وأبو أسامة وعدد كثير.[4]

## أقوال العلماء فيه
الجرح والتعديل
- قال أبو أحمد بن عدي الجرجاني: صدوق صدوق وأحاديثه مستقيمة، وأرجو أن لا يكون به بأس.
- قال أبو حاتم الرازي: ليس بالمتين، يكتب حديثه.
- قال أبو حاتم بن حبان البستي: يخطئ.
- قال أبو دواد السجستاني: ثقة.
- قال أبو زرعة الرازي: شيخ ليس بالقوي.
- قال أبو عيسى الترمذي: ثقة في الحديث.
- قال أحمد بن حنبل: يروي مناكير.
- قال أحمد بن شعيب النسائي: ليس به بأس، ومرة: ليس بذاك القوي.
- قال أحمد بن صالح الجيلي: ثقة.
- قال ابن حجر العسقلاني: ثقة يخطئ قليلا، ومرة: أنكر عليه حديث واحد، وقال أحمد: روى مناكير، قلت احتج به الأئمة كلهم وأحمد وغيره يطلقون المناكير على الأفراد المطلقة.
- قال الذهبي: صدوق.
- قال عمرو بن علي الفلاس: لم أسمع يحيى ولا عبد الرحمن يحدثان عن سفيان عن بريد بن عبد الله بن أبي بردة بشيء قط.
- قال محمد بن إسماعيل البخاري: ليس بذاك القوي.
- قال مصنفوا تحرير تقريب التهذيب: صدوق حسن الحديث، وكل أحد يخطئ قليلا فلا معنى لذكرها.
- قال يحيى بن معين: ثقة، وقال مرة: ليس به بأس.